# Hanna Brady
Pour les articles homonymes, voir Brady.
Hana Bradová, dite Hanička, née le 16 mai 1931 à Prague et morte le 23 octobre 1944 au camp d'extermination d’Auschwitz et dont le nom avait été germanisé en Hanna Brady sur sa valise, est une jeune fille juive qui fut victime de la Shoah.
En tant que Juive, Hana fut emprisonnée par les nazis en même temps que son frère George Brady (en), et envoyée au camp de concentration de Theresienstadt. En 1944, ils furent tous deux transférés au camp d’Auschwitz. Alors que son frère, employé comme travailleur, survécut à son emprisonnement, elle fut tuée dans les chambres à gaz.

## Biographie
Fille d’un commerçant, Hanna Brady est née, le 16 mai 1931, à Prague et résidait à Nové Město na Moravě. Au printemps de 1941, sa mère Markéta Brady a été déportée au camp de concentration de Ravensbrück, et son père Karel Brady emprisonné par la Gestapo dans la prison d’Iglau.
George et Hana sont tout d’abord recueillis par leur oncle Ludvik et leur tante Heda, tous deux chrétiens, avant d'être déportés à Terezin, le 14 mai 1942. À Terezin, elle fréquente l'école clandestine pour fille L410. Sous l'égide de Friedl Dicker-Brandeis, elle réalise des dessins qui seront conservés.
Dans l’intervalle, Karel a été transporté à Cejle, puis à Auschwitz, où il meurt le 14 juillet 1942. Markéta est envoyée à Auschwitz et tuée le 29 octobre de la même année. George est envoyé à Auschwitz en septembre 1944 ; il parvient à y survivre jusqu'à son évasion pendant une marche de la mort en janvier 1945.
Hana est envoyée à Auschwitz le 23 octobre 1944 et tuée dans la chambre à gaz dès son arrivée.

## Hana's Suitcase

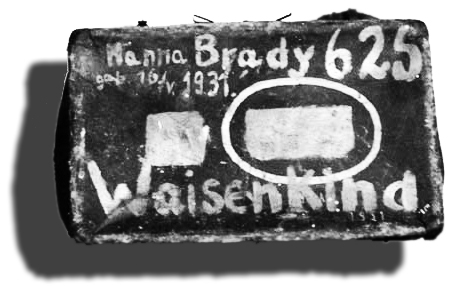
La valise dHanna Brady reprenant son matricule, sa date de naissance et son statut : Waisenkind : orpheline.

La redécouverte de l’histoire de Hanna Brady débute en 2000 quand Fumiko Ishioka（石岡史子　Ishioka Fumiko), du Tokyo Holocaust Educational Resource Center, reçoit sa valise du musée d’Auschwitz pour une exposition temporaire. Voulant en apprendre davantage, avec pour seul point de départ le nom de Hanna, Fumiko Ishioka commence des recherches et finit par retrouver George Brady au Canada. L’histoire de Hanna Brady et la façon dont sa valise a mené Fumiko Ishioka jusqu’à Toronto fut l’objet d’un reportage radiophonique dont la journaliste Karen Levine tira un livre pour enfants (La valise d'Hana) en 2002. Le livre remporta un succès brillant et reçut de nombreux prix.